# Vall de Monestero
La vall de Monestero és una vall d'origen glacial del vessant sud dels Pirineus que desemboca a la dreta de la capçalera de la vall del riu Escrita. Es troba dintre del Parc Nacional d'Aigüestortes i Estany de Sant Maurici. Té una direcció rectilínia sud-nord. Excepte en la seva obertura pel nord a l'estany de Sant Maurici, la vall està rodejada d'una carena continua d'altes muntanyes, entre les quals destaca el Pic de Peguera de 2.982,7 metres d'altitud.
És una vall estreta que inicialment puja suau des del 1.909 metres de l'estany de Sant Maurici fins als 2.175 metres de l'estany de Monestero, ubicat al Pletiu de la Coveta. La vall continua guanyant alçada fins a arribar al planell de la Girada Gran, ubicat als 2.265 metres. A partir d'aquest punt una forta pendent fa guanyar elevació per una tartera, que ascendeix fins a la carena del vessant meridional de la vall.
La vall pertany al terme municipal d'Espot, a la comarca del Pallars Sobirà.

## Geografia

### Cims, serres i colls
En el sentit de les agulles del rellotge, començant en el punt més al nord i a l'est, es troben els següents elements geogràfics:

#### Vessant oriental (E)
Per l'est, una sèrie de massissos separa la vall de Monestero de la vall del riu de l'Estany Serull, que desaigua al curs alt del riu Escrita, i la vall de Peguera, que ho fa al curs baix del mateix riu, al poble d'Espot. La carena està composta pels següents elements:
- Els Encantats, massís que culmina en les agulles del Gran Encantat, amb 2.748 metres, i el Petit Encantat amb 2.734 metres d'altitud.
- La Valleta Seca. És una coma que desaigua a la vall de Monestero, i està situada situada entre el massís dels Encantats i la Serra de Monestero.
- Serra de Monestero. Separa la Valleta Seca de la vall de Monestero.
- Pic de Monestero, de 2.877 metres, punt culminant de la serra homònima.

#### Vessant meridional(S)
El vessant meridional separa la vall de Monestero de la capçalera de la vall de Peguera i de la Conca dels Jous, aquesta última situada a la vall Fosca. La carena està constituïda pels següents elements orogràfics:
- Collada de Monestero, de 2.733,2 metres d'altitud. Enllaça la vall de Peguera amb la vall de Monestero. Hi passa el sender del recorregut de Carros de foc.
- Pic de Peguera, punt més alt de la vall i de tota la meitat oriental del Parc Nacional d'Aigüestortes i Estany de Sant Maurici, amb 2.987 metres d'altitud.
- Coll de Peguera, a 2.717,7 metres d'altitud. Permet el pas entre la vall de Monestero i la Conca dels Jous, comunicant els refugis Mallafré i Colomina.
- Coll de Mar, de 2.752,5 metres.
- Pic de Mar, de 2.842 metres.

#### Vessant occidental (O)

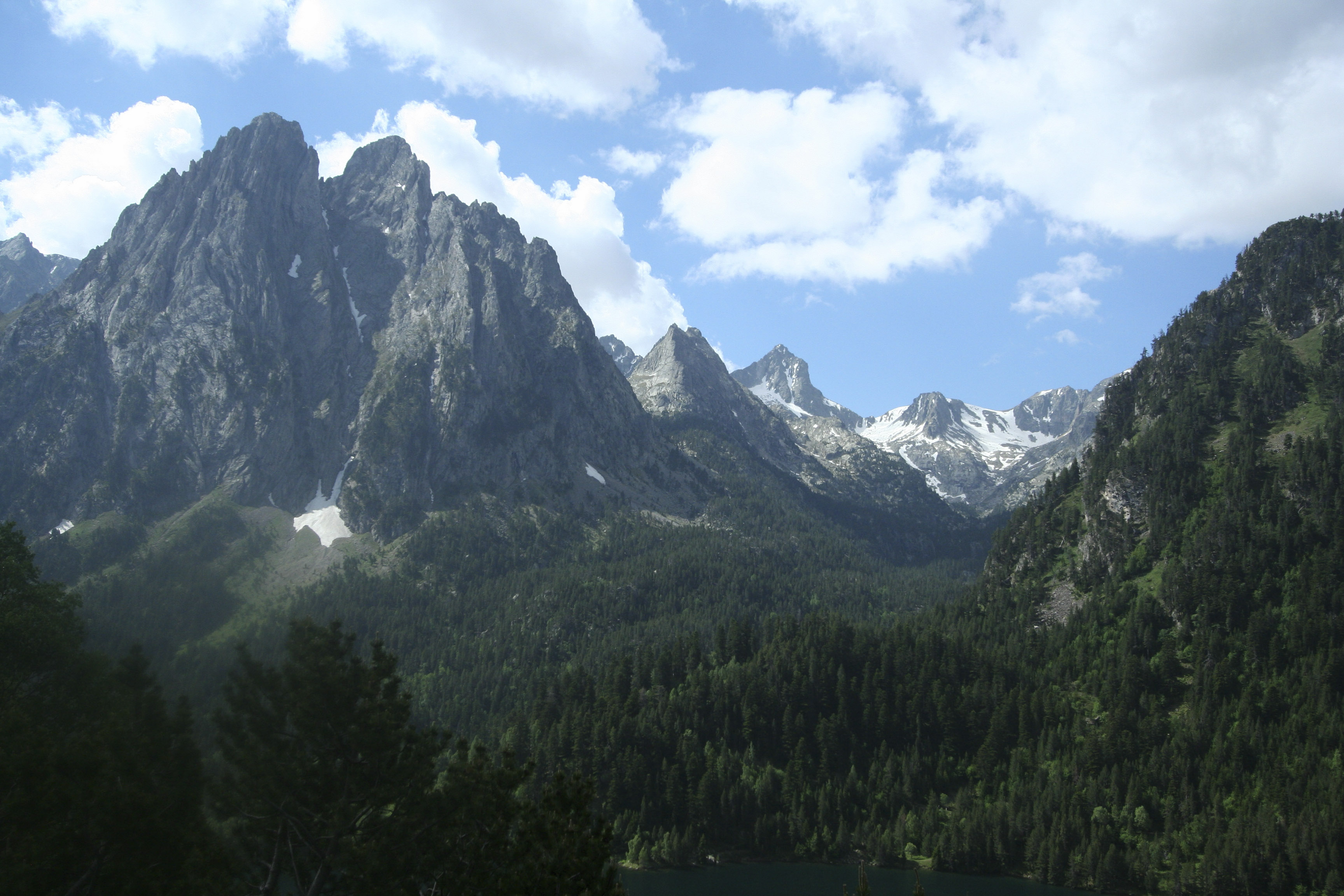
Vall de Monestero. Els Encantats a la dreta, i el Pic de Peguera al centre al fons

El vessant occidental separa la vall de Monestero de la capçalera de la Conca de l'estany Tort, situat a la vall Fosca, i la vall de Subenuix. Els elements orogràfics que componen la carena són els següents:
- La Serra de Sobremonestero, que ocupa la meitat sud del vessant occidental. Comença al Pic de Mar, i en la seva part central s'alça el Pic de Sobremonestero amb 2.880 metres d'altitud.
- El Pic Morto, de 2.902 metres, és el límit nord de la Serra de Sobremonestero.
- Agulles de Monestero, conjunt escarpat de pics.
- Collada de Coter, que permet el pas entre la vall de Monestero i la vall de Subenuix.
- Pic dels Feixans del Prat, de 2.696 metres.
- Collada dels Cantals, que comunica la vall de Monestero i la vall de Subenuix.
- Roca de l'Estany, de 2.508 metres.

#### Límit septentrional (N)
La vall desemboca pel nord sobre l'estany de Sant Maurici.

### Estanys i Rius
El riu de Monestero neix a la capçalera de la vall. Als 2.175 metres d'altitud forma l'estany de Monestero. El riu segueix el seu curs cap al nord, alimentat per nombrosos torrents originats als dos vessants de la vall, fins a desaiguar a l'estany de Sant Maurici als 1.909 metres.

## Vegetació
A la part més baixa de la vall està format per un bosc d'avet blanc (Abies alba) i pi negre (Pinus uncinata) i un sotabosc de neret (Rododrendron ferrugineum), vegetació típica d'aquestes altituds (2.000 m). A les tarteres, entre els blocs granítics també hi predomina el neret que forma catifes, així com el nabiu (Vaccinium myrtillus).

### Els fangassals
Els Fangassals de Monestero, també coneguts com les aigüestortes d'Espot, és zona de gran bellesa que antigament havia estat un estany i que, amb el pas dels mil·lennis, s'ha anat omplint de sediments donant lloc a una gran esplanada. Aquí, el riu de Monestero es divideix en petits rius formant meandres o aigüestortes que es poden travessar gràcies a les diferents passarel·les de fusta instal·lades. Degut a les característiques del terreny, en aquesta zona és fàcil observar plantes com la viola d'aigua (Pinguicola vulgaris) o les molses típiques de les zones humides.

## Excursions i travesses

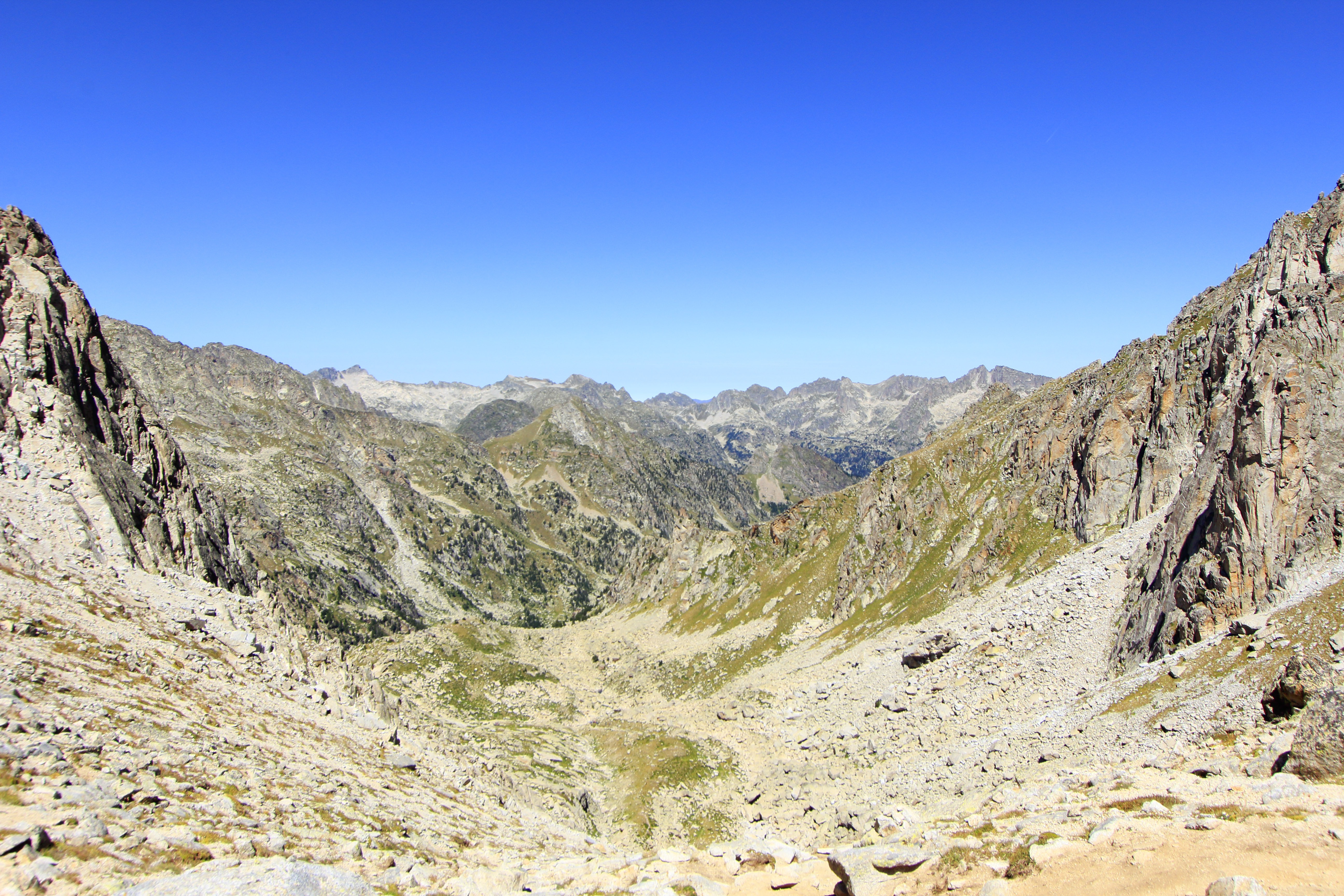
La tartera de l'Espatlla de Monestero des de la Collada de Monestero

### Refugi Ernest Mallafré
Als peus de la vall es troba el refugi Ernest Mallafré, el qual serveix de base per realitzar múltiples excursions i travesses en qualsevol època de l'any.

### Senderisme
És l'activitat més popular que es fa a la vall de Monestero i totes les seves rodalies, encara que la seva pràctica està limitada als mesos on l'absència de neu ho permet. Hi ha diverses rutes ja establertes.

#### Carros de Foc
Carros de foc és una travessa circular molt popular que passa pels 9 refugis del Parc. A la vall té dues vies principals d'entrada:
- Collada de Monestero, a la capçalera de la vall.
- Refugi Ernest Mallafré, als peus de la vall.

### Escalada

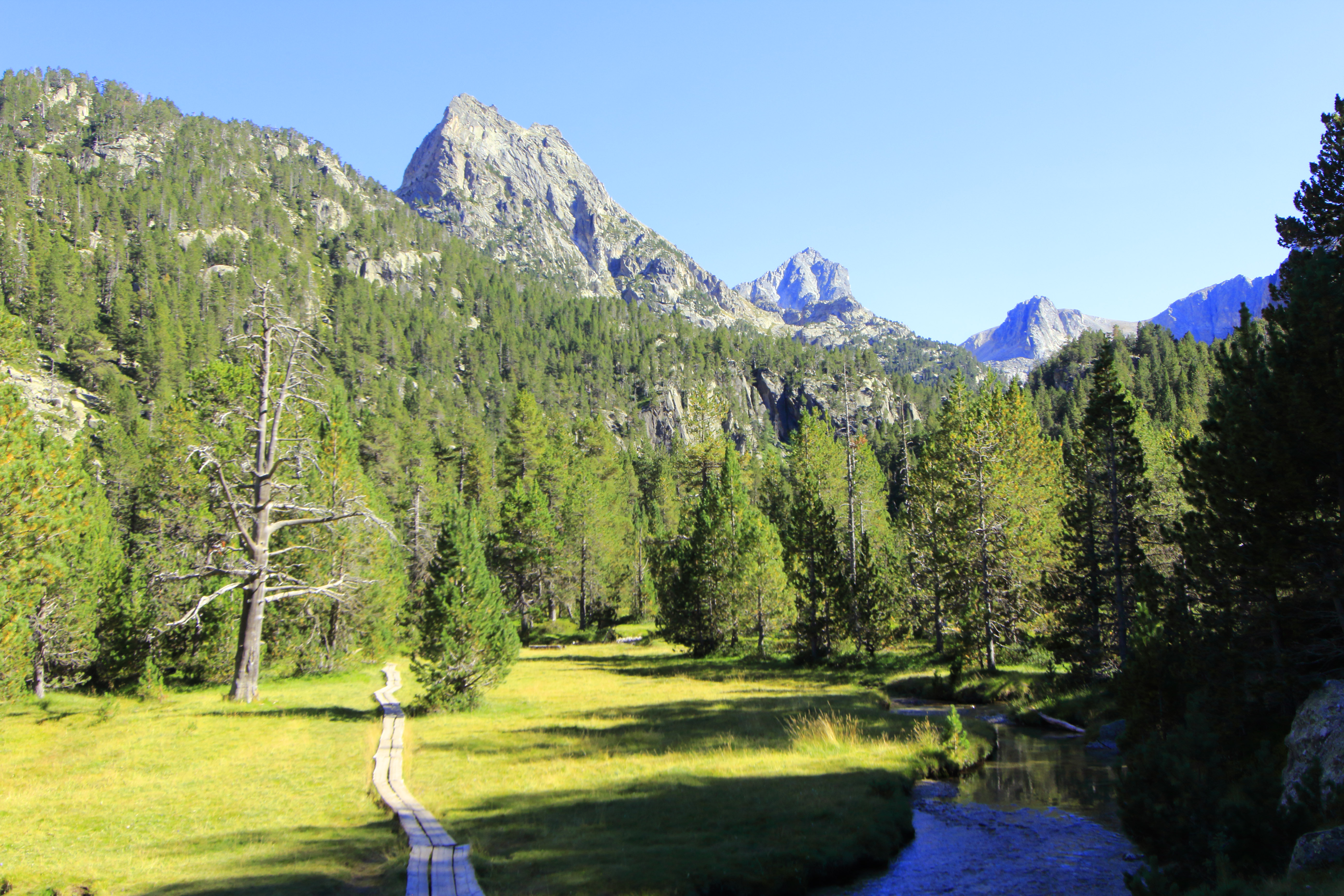
Prat d'Els Fangassals a la vall de Monestero

A la vall de Monestero hi ha una gran varietat de vies d'escalada, entre les quals destaquen les ascensions a les dues agulles dels Encantats i la cara nord del pic de Peguera. Les següents taules mostren un resum d'algunes de les seves característiques:
Nombre de vies en funció del tipus d'escalada.
| Tipus     | Vies |
| --------- | ---- |
| Esportiva | 0    |
| Clàssica  | 100  |
| Gel       | 12   |
| Total     | 112  |

Categories de la classificació de les vies en funció del seu tipus d'escalada:
- Esportiva. Es prioritza la dificultat tècnica. Proposa l'ascensió de parets exclusivament en lliure i utilitzant la corda com a assegurança. Els punts d'assegurament son fixes.
- Clàssica. Es prioritza l'ascensió per on millor li sembla a l'escalador, que ha d'usar el material d'assegurament que porti.
- Gel. La seva pràctica requereix unes tècniques específiques atès que s'opera en unes condicions molt canviant.

Nombre de vies en funció del nivell d'equipament de la via.
| Nivell        | Vies |
| ------------- | ---- |
| Equipada      | 0    |
| Semi Equipada | 112  |
| No equipada   | 0    |
| Total         | 112  |

Categories de la classificació de les vies en funció del seu nivell d'equipament:
- Equipada: Via en la qual els punts d'assegurament són fixos; espits, parabolts o ancoratges químiques.
- Semi equipada: Via en la qual els passos clau i les reunions estan equipats, però no la resta de la via.
- No equipada: No hi ha cap passatge equipat.

Cal tenir en compte que l'escalada només està permesa a les vies catalogades. Cal autorització prèvia per obrir vies noves.

## Impacte humà

### Neolític
L'any 2007, dintre de la campanya de prospeccions arqueològiques que es va dur a terme dintre del Parc Nacional d'Aigüestortes i Estany de Sant Maurici es va descobrir en planell de la Girada Gran un jaciment arqueològic consistent en un retall de mur i una cavitat entre blocs de granit arranjada com a abric. A la base d'un fort pendent es localitzà un mur de planta curvilínia de 12'50 metres de llargada adossada únicament per un dels seus cantons a un gran bloc. A uns 6 metres es localitzà l'abric rocós que és visible a través de l'adequació amb murs d'un espai generat per l'amuntegament de grans blocs granítics del vessant.
En l'interior s'hi van localitzar alguns fragments lítics tallats. Entre ells, destaca la part medial d'una làmina. La datació d'aquest jaciment és del Neolític antic Postcardial (entre els -4000 i els -2500 AC)
A zones properes s'han trobat jaciments similars com l'abril de les Obagues de Ratera, l'abric de l'estany de la Coveta, l'abric del Portarró i l'abric del Lac Major de Saboredo al circ de Saboredo.

### Època romana
S'han trobat al pla dels Fangassals restes de forns oberts que s'interpreten, a partir de diversos criteris, com forns de torrat de mineral de ferro i estan dats en els segles II i I AC. La mina de ferro es trobaria al massís dels Encantats.

### Aprofitaments hidroelèctrics
A l'inici dels anys 50 del segle xx, com a part del projecte de construcció de la central hidroelèctrica de Sant Maurici, es va construir una presa a l'estany de Sant Maurici per regular el cabal d'alimentació de la central. Part de l'aigua del riu de Monestero, a través d'un canal subterrani, desaigua a la riba sud l'estany de Sant Maurici.

## Homenots
La vall de Monestero i els seus voltants més propers ha estat un lloc important per una sèrie d'Homenots, entre els quals destaquen:

### Pompeu Fabra
A part de la seva activitat principal com a lingüista, Pompeu Fabra va ser fundador, president o membre de diverses entitats i clubs esportius. Són coneguts, també, els campaments d'instrucció física i patriòtica de Palestra, a què de vegades assistia en tant que president de l'entitat. El juliol de 1929 i de 1930 el campament Fabra-Arnalot es va fer a la Solaneta de Monestero, al peu dels Encantats. El mateix Pompeu Fabra també hi feia acte de presència.

### Joan Coromines
El 1930 el lingüista Joan Coromines i Vigneaux va participar en els coneguts campaments Fabra que organitzaren Pere Arnalot i els seus amics, a la vall de Saboredo. Tots plegats feien feien ascensions des del campament fins als cims de la capçalera de la vall.